# Оямяки, Нико
Нико Оямяки (фин. Niko Ojamäki; род. 17 июня 1995, Пори, Турку-Пори) — финский хоккеист, нападающий клуба «Клотен» и сборной Финляндии. Олимпийский чемпион 2022 года, чемпион мира 2019 года.

## Карьера

### В клубах
Воспитанник школы хоккейного клуба «Эссят» из родного города Пори, в составе которого прошёл всю вертикаль развития, вплоть до попадания в основную команду в сезоне 2013/14. В составе «Эссята» выступал до 2017 года. В 2017-м перешёл в другой финский клуб «Таппара», в составе которого, поочерёдно, становился обладателем серебряных и бронзовых медалей финской хоккейной лиги. В 2020 году подписал контракт со шведским клубом «Линчёпинг».
Летом 2021 года пополнил состав подольского клуба «Витязь», который получил права на хоккеиста ещё на ярмарке юниоров КХЛ в 2016 году. Уже в своём втором матче в составе «Витязя» против хоккейного клуба «Сочи» Оямяки оформил хет-трик, забросив три шайбы в течение 7 минут, переведя встречу в овертайм. 9 января 2022 года, во встрече регулярного чемпионата против «Авангарда», Нико Оямяки забросил свою 29 шайбу в сезоне, тем самым установив рекорд КХЛ для финских хоккеистов по количеству голов за один календарный сезон.

### В сборной
С ранних лет привлекался к играм юниорской и молодёжной сборных Финляндии. В составе основной сборной дебютировал в 2016 году, на одном из этапов ЕвроЧелленджа. В 2019 году попал в окончательный список для участия в чемпионате мира 2019. На этом турнире сборная Финляндии завоевала золотые медали. На чемпионате мира  2021 завоевал серебряные медали.

## Достижения
- Чемпион Финляндии в составе «Таппары» (2022/23).
- Победитель Хоккейной Лиги чемпионов в составе «Таппары» (2022/23).
- Серебряный призёр чемпионата Финляндии: 2017/18
- Бронзовый призёр чемпионата Финляндии: 2018/19
- Чемпион мира: 2019
- Серебряный призёр чемпионата мира: 2021
- Олимпийский чемпион 2022 года.